# Yanggakdo-Stadion
Das Yanggakdo-Stadion ist ein Fußballstadion mit Leichtathletikanlage auf der Yanggak-Insel in der nordkoreanischen Hauptstadt Pjöngjang. Es bietet auf seinen Rängen 30.000 Sitzplätze. Es wird hauptsächlich für Fußballspiele der DPR Korea Liga und für Spiele der nordkoreanischen Fußballnationalmannschaften genutzt. Nach Angaben der Nachrichtenagentur KCNA besitzt die Sportstätte ein Spielfeld aus Kunstrasen, eine Leichtathletikanlage und Trainingsmöglichkeiten für das Boxen, Ringen, Judo und den Schwimmsport.

## Geschichte
Das Stadion wurde anlässlich des Geburtstages des Staatsgründer Kim-Il-Sung 1989 erbaut. Es ist das Heimstadion der in der DPR Korea Liga spielenden Fußballmannschaften 25. April Sports Club und Sportgruppe Pjöngjang.